# Arsenal Football Club
Arsenal Football Club é um clube de futebol, fundado e baseado em Londres, capital da Inglaterra.
O clube disputa a Premier League e é um dos mais bem-sucedidos do futebol de seu país, tendo vencido por 13 vezes o título de campeão do Campeonato Inglês, sendo o terceiro em número de conquistas, e por 14 vezes a Copa da Inglaterra (recorde), é o único a ganhar a Premier League de maneira invicta, sendo também detentor do recorde de maior período de invencibilidade na liga nacional. No plano internacional, conquistou a Recopa Europeia da UEFA e a Taça das Cidades com Feiras, já tendo sido finalista da Liga dos Campeões da UEFA, a principal competição europeia de clubes.
O Arsenal foi o primeiro clube do sul da Inglaterra a se juntar a English Football League, em 1893, chegando a Football League First Division em 1904. Teve apenas um rebaixamento em sua história, em 1913, estando na elite consecutivamente desde a temporada 1919-20, ou seja, é a equipe entre os chamados seis grandes clubes ingleses com menos rebaixamentos. Os Gunners tiveram um de seus períodos mais vitoriosos na década de 1930 e no período logo após a Segunda Guerra, no qual venceram sete campeonatos e três copas nacionais. Em 1971, venceram, pela primeira vez, tanto o Campeonato Inglês quanto a Copa da Inglaterra, sendo o terceiro time inglês na história a conquistar a chamada dobradinha. Entre o fim da década de 80 e a metade dos anos 2000, o clube experimentou outra boa fase, vencendo suas primeiras Copas da Liga, outros cinco campeonatos nacionais (três na era Premier League), cinco copas inglesas e a Recopa Europeia.
O clube inglês é um dos mais reconhecidas do mundo, sendo nomeado pela FIFA como um dos doze maiores clubes de futebol do século XX. A entidade está entre os chamados Big Six (termo popular utilizado para se referir aos maiores times da história da Inglaterra) e apresenta um relevante histórico no Campeonato Inglês, sendo, segundo uma análise estatística do jornal The Independent, a agremiação com a mais alta posição, em média, na mesma competição ao longo do século XX. Além disso, é um dos cinco únicos clubes no mundo que já venceram a Seleção Brasileira, entre eles, é o único europeu.
O Arsenal mudou de localização ao longo do tempo, tendo sido fundado em 1886 no distrito de Woolwich, atual sudeste de Londres, em 1913 mudou-se para o norte de Londres, para o Arsenal Stadium, em Highbury. Em 2006 foi concluída a construção do Emirates Stadium, que está localizado nas proximidades de Holloway, o que foi prometido desde 2004, após o clube fechar negócio com a Emirates Airlines, tendo capacidade para mais de 60.000 expectadores. O clube tem muitos torcedores por todo mundo, possuindo uma série de rivalidades de longa data com outros clubes, sendo a mais notável delas contra os vizinhos Tottenham, com quem disputa regularmente o North London Derby, bastante intensas também contra o Chelsea e o Manchester United. Suas cores têm sido tradicionalmente vermelho e branco, mas seus uniformes evoluíram ao longo da história. Já o Arsenal Ladies, é um dos clubes mais bem sucedidos do futebol feminino na Inglaterra.

## História

### 1886–1920: Da fundação à Primeira Guerra Mundial

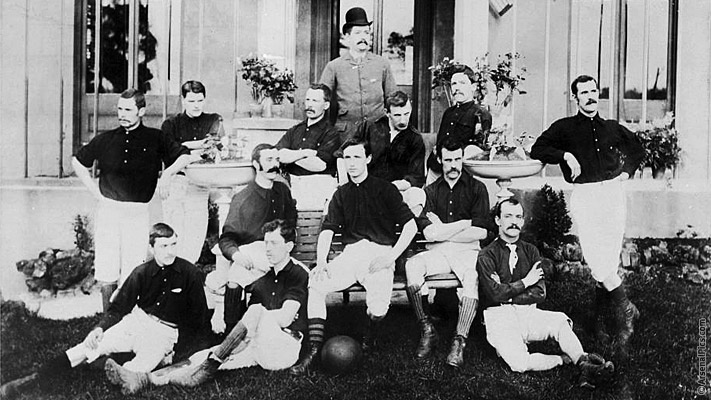
O Arsenal de 1888.

Em outubro de 1886, o mecânico e jogador escocês David Danskin e outros quinze colegas de trabalho da Woolwich Arsenal Armament Factory decidiram, por diversão, criar uma equipa de futebol. O clube a princípio se chamava Dial Square. Fred Beardsley, ex-goleiro do Nottingham Forrest, estava entre os membros da equipe,  ele trouxe um conjunto de uniformes vermelhos de seu antigo clube e, desde então, os membros do time londrino continuam utilizando essa cor. Apesar de algumas discrepâncias em registros, oficialmente, a primeira partida da história dos hoje apelidados Gunners foi realizada contra o Eastern Wanderers no dia 11 de dezembro do ano de fundação, o clube recém-criado venceu por 6–0, para alegria dos trabalhadores da fábrica de armas.
No dia de natal daquele ano, os fundadores do clube se reuniram e optaram por mudar o nome da equipe para Royal Arsenal, em homenagem ao bar em que se reuniam e ao seu local de trabalho. Durante os cinco anos seguintes, o Royal Arsenal continuou a viajar pela cidade e pelo país para jogar campeonatos e taças amadoras, sendo os primeiros vencedores da história da Kent Senior Cup e da London Charity Cup, além de terem vencido a London Senior Cup. Fez história no ano de 1891, quando se tornou o primeiro clube londrino a se profissionalizar, pouco depois, mudou seu nome novamente, vindo a chamar-se Woolwich Arsenal, em referência ao distrito em que havia sido fundado e continuava localizado até então. Foi pioneiro entre os clubes do sul da Inglaterra ao se tornar o primeiro entre eles a ter um registro feito na English Football League e a ascender para a segunda divisão inglesa em 1893, alcançando a primeira divisão em 1904.
O isolamento geográfico do bairro levou o clube a atrair pouco público em comparação com outros clubes londrinos. Isso quase levou o clube a falir, até que em 1910 Henry Norris assumiu o controle do Arsenal. Norris então procurou tirar o clube de Woolwich.
Logo após ser vendido, em 1913, o clube mudou-se para o bairro de Highbury e passou a chamar-se apenas Arsenal. Após o fim da Primeira Guerra Mundial, em 1919, continuou a ser disputada a primeira divisão do futebol inglês, onde permanece até hoje.

### 1920–1938: Os gloriosos Anos 30 e Herbert Chapman

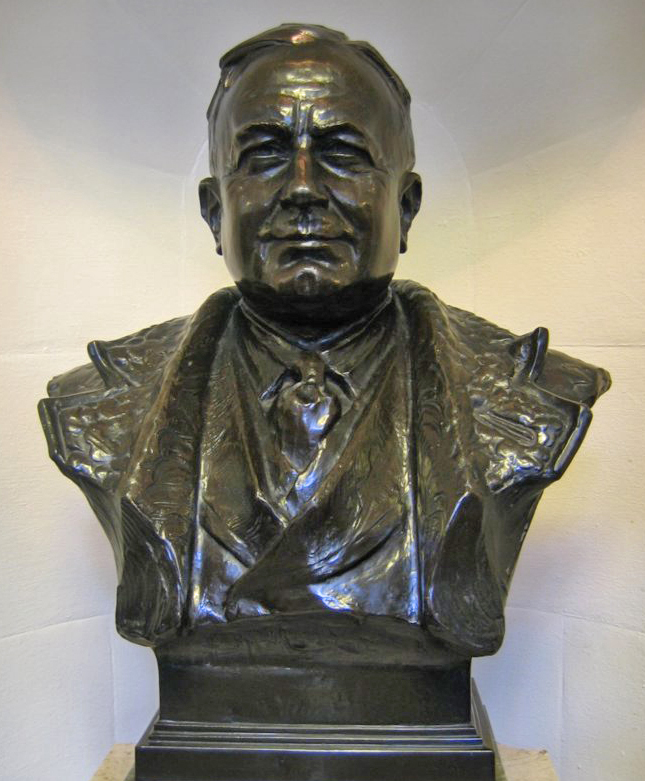
Busto de Herbert Chapman no Emirates Stadium.

Herbert Chapman chegou ao Arsenal em 1925 e em 1930 guiou os Gunners ao seu primeiro troféu, vencendo o Huddersfield Town na final da FA Cup. Na temporada seguinte, o Arsenal seria campeão Inglês pela primeira vez.
Entre 1933 e 1935, ganhou o tricampeonato da liga, feito que só havia sido feito por quatro clubes de ponta. Chapman morreu no meio dos anos de glória do time e acabou se tornando uma lenda para o Arsenal.
George Allison assumiu o comando até o final da década, ganhando mais uma FA Cup em 1936 e outro título em 1938. Durante este tempo, teve alguns dos melhores jogadores disponíveis na Inglaterra: Alex James, Ted Drake, David Jack, Eddie Hapgood e George Male, apenas alguns dos nomes que jogaram em um dos maiores times da Football League.

### Da pós guerra à primeira dobradinha
A Segunda Guerra Mundial interrompeu o Arsenal no trilhar de seu caminho de glórias. Mais tarde, Tom Whittaker tornou-se o técnico e conseguiu mais conquistas. O Arsenal foi campeão em 1947-48 e em 1952-53, além de vencedor da FA Cup em 1950. Os anos 60 passaram em branco, com duas derrotas no final da Copa da Liga em 1968 e em 1969.
Em meados da década, Bertie Mee é nomeado novo técnico e na década seguinte conseguiu um dos marcos mais significativos na história do Arsenal, conquistando o primeiro troféu Europeu em 1969/1970, batendo o Anderlecht por 4 a 3 na soma de resultados dos dois jogos da final.
Na temporada seguinte, os Gunners contavam com jogadores como Charlie George, George Armstrong, Ray Kennedy e o capitão Frank McLintock e conquistaram a FA Cup vencendo as duas partidas contra o Liverpool, no White Hart Lane e na prorrogação em Wembley, onde voltaria por mais três vezes consecutivas, sob o comando de Terry Neill no final da década, vencendo a segunda delas (3 a 2 contra o Manchester United).
O jogo ficou conhecido como "A final de Cinco Minutos". Os Gunners também chegaram à final da Recopa em 1980, com Graham Rix, Frank Stapleton, Pat Rice, David O'Leary e Liam Brady, porém perderam nos pênaltis para o Valencia.

### As honras de George Graham

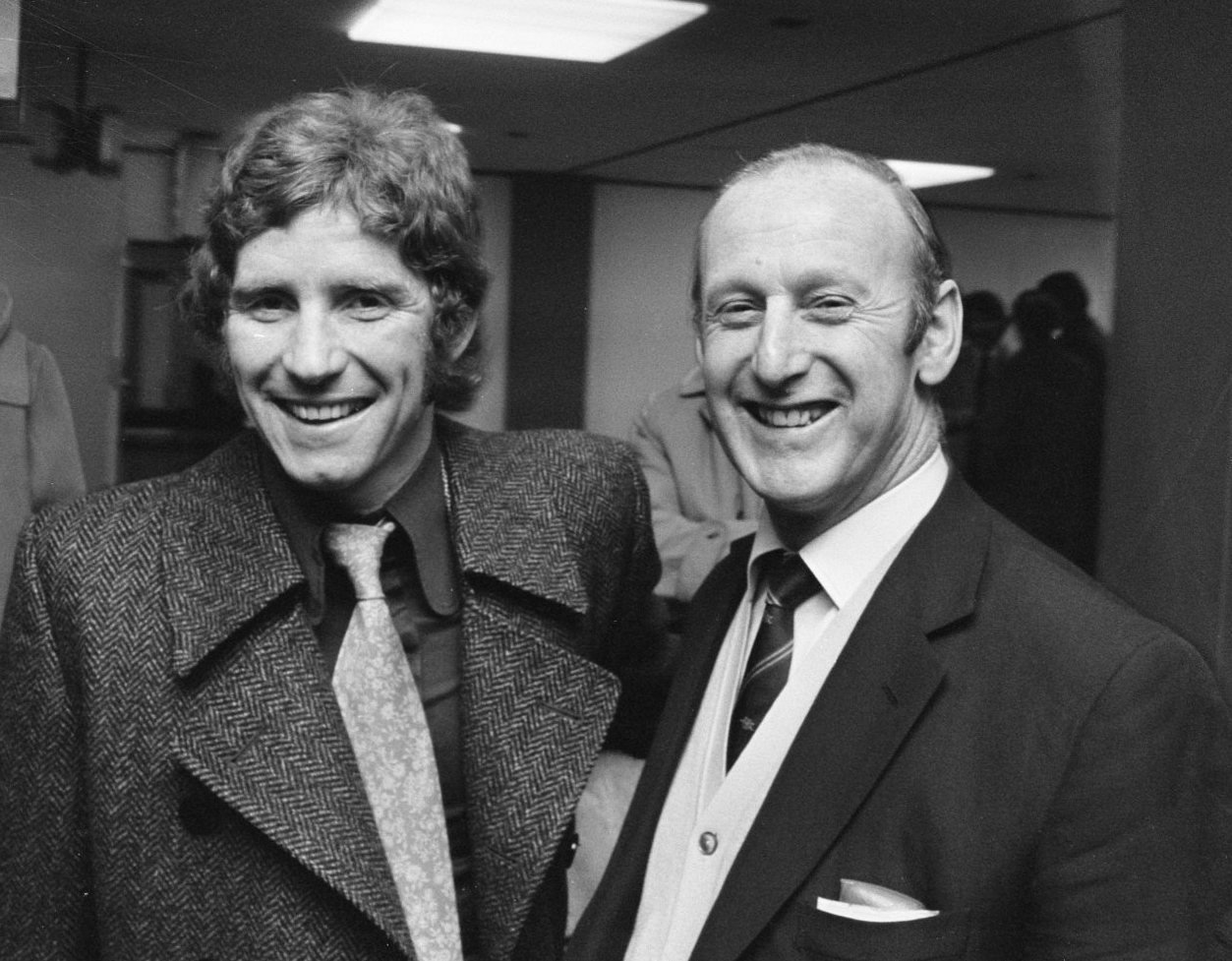
Alan Ball e Bertie Mee em 1972

Em 1986, George Graham, membro do time vencedor de 1971, assumiu o lugar ocupado por Don Howe. Ele levou o time a conquistar o primeiro troféu da League Cup na temporada de 1986/1987 , vencendo o Liverpool por 2 a 1. Dois anos mais tarde, venceriam a Liga, com o famoso gol no último minuto de Michael Thomas, alcançando o título com uma vitória de 2 a 0 em Anfield Road.
Outro título veio em 1990-91, quando o time tinha o famoso quarteto defensivo (Dixon, Bould, Adams, Winterburn) que perdeu apenas um jogo na liga.
Em 1992-93, o Arsenal tornou-se o primeiro clube a ganhar ambas as Copas Inglesas na mesma temporada (FA Cup e Carling Cup), vencendo o Sheffield Wednesday nas duas ocasiões. Uma grande conquista na Recopa Europeia, com uma vitória memorável sobre o Parma na final em Copenhagen, graças ao chute de Alan Smith.
Os Gunners falharam em manter o título na temporada seguinte, perdendo 1995 para o Zaragoza, ao mesmo tempo em que George Graham saía do clube com seis troféus em  oito anos (dois títulos da Liga, uma Taça das Taças, uma FA Cup e duas Taças da Liga).
Foi sucedido por Bruce Rioch, que ficou no cargo por uma temporada.

### O Arsenal na Europa

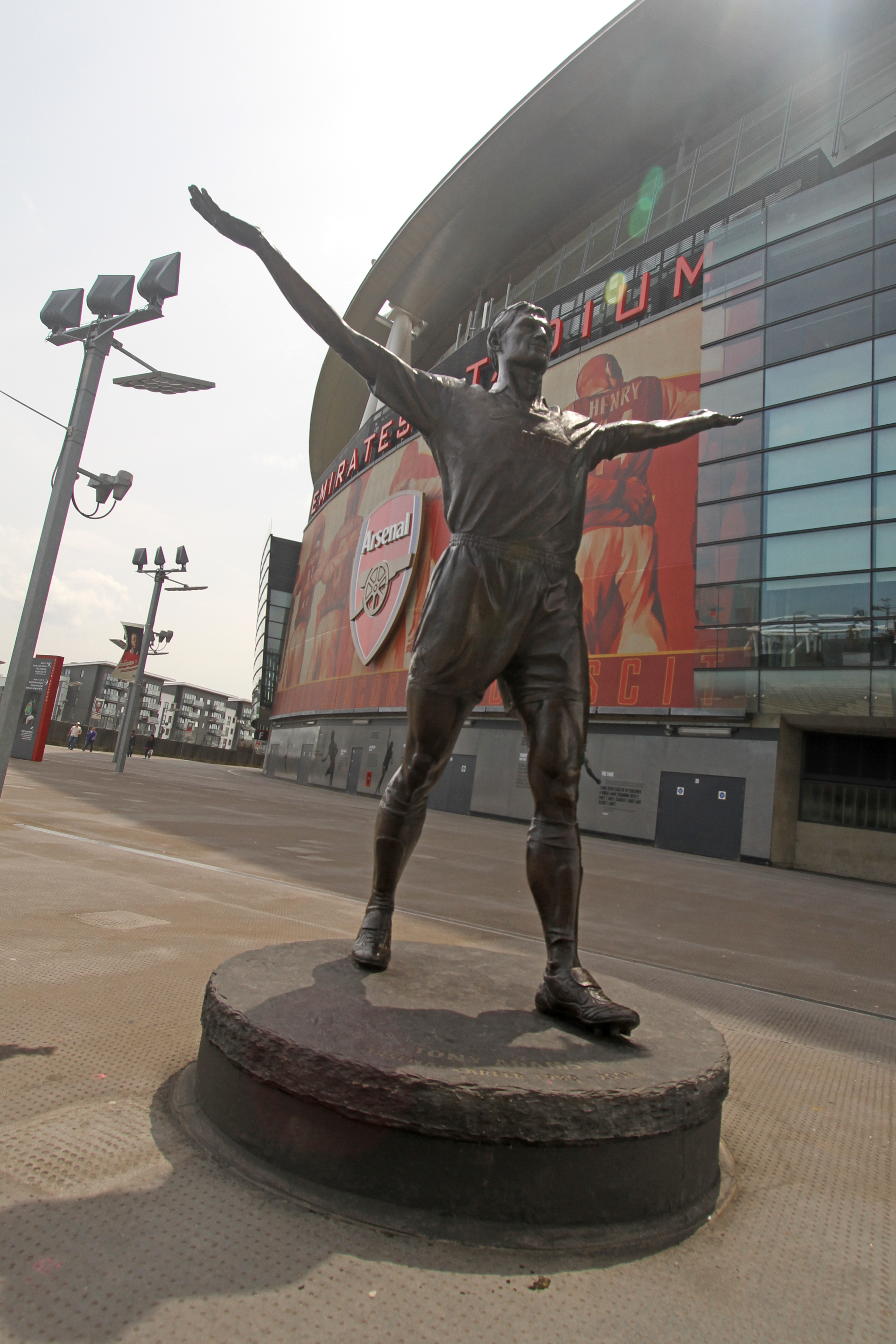
Estátua de Tony Adams, campeão da Recopa Europeia de 1994, no Emirates Stadium.

Nas competições europeias, o Arsenal sempre foi uma grande força, apesar de ter conquistado apenas uma Recopa Europeia. Nos anos 30, quando o time de Chapman marcou época, as competições europeias não existiam.
No final da década de 1950, quando a UEFA criou as suas competições, o Arsenal estava longe dos títulos. Pouco tempo depois, em 1956, morrera o técnico que lhe dera o último troféu, em 1953, Tom Whittaker.
Em 1970, o Arsenal conquistou o seu primeiro título europeu: a antiga Taça das Cidades com Feira (atual Copa da UEFA), vencendo na final o Anderlecht, da Bélgica. Depois de perder por 3-1 em Bruxelas, o Arsenal sufocou os belgas em Highbury. Faltando apenas quinze minutos, dois gols em dois minutos, marcados por Radford e Sammels, deram o título à equipe inglesa que venceu por 3 a 0.
Em 1980, o Arsenal chegou à final da Taça dos Clubes Vencedores de Taças, mais conhecida no Brasil como Recopa Europeia, contra o Valencia, mas perdeu na disputa por pênaltis. Só em 1994 a competição viria a ser conquistada pelos Gunners, o segundo e último título europeu, com uma vitória sobre o Parma por 1 a 0, gol de Alan Smith, com um potente chute na entrada da área que garantiu a consagração europeia da era George Graham.
Em 2000, o time chegou na final da Taça UEFA, onde entrou após ser desclassificado na 1ª fase da Liga dos Campeões da UEFA, por Barcelona e Fiorentina, sendo derrotado pelo Galatasaray. Houve empate por 0 a 0 no tempo regular de jogo, mas na disputa de pênaltis o clube de Istambul venceu por 4 a 1.
Em 2006, o Arsenal ficou muito próximo do título inédito da UEFA Champions League. Depois da expulsão de seu goleiro Jens Lehmann, logo no início do jogo, o Arsenal ficou completamente desestruturado e a equipe permaneceu com dez jogadores até ao final da partida. Mesmo assim, o Arsenal saiu em vantagem por 1 a 0, gol marcado por Sol Campbell após uma falta sofrida por Emmanuel Eboué e cobrada por Thierry Henry. Mas o time perdeu várias oportunidades claras de gol e acabou sofrendo o empate, e em seguida, em uma jogada de sorte, sofreu a virada pelo time do Barcelona, em gol marcado pelo brasileiro Belletti.
Após o vice-campeonato europeu em 2006, o Arsenal voltou a fazer uma boa campanha em 2008-09, caindo nas semifinais para o Manchester United.
Após isso, o clube entrou repentinamente em um momento de decadência em relação a Champions, sofrendo inúmeras eliminações consecutivas, tendo sido até favorito em algumas oportunidades, como em 2014-15 caindo diante do Monaco em pleno Emirates Stadium por 3x1 nas Oitavas de Final.
A pior de todas as eliminações foi na temporada 2016-17, justamente na última participação do clube na Champions. Os Gunners sofreram um incrível massacre do Bayern de Munique por 10x2 no placar agregado (5x1 nos dois jogos), novamente nas Oitavas de Final.
Na temporada 2018-19, alcançou a final da UEFA Europa League fazendo um duelo histórico contra o Chelsea em Baku. Entretanto, o clássico teve um sabor amargo para o lado vermelho. Após um começo dominante na partida, o clube foi feito refém pelo Chelsea que abriu 3x0 em poucos minutos na segunda etapa. A partida acabou em 4-1 para os Blues.

### O esquadrão imbatível

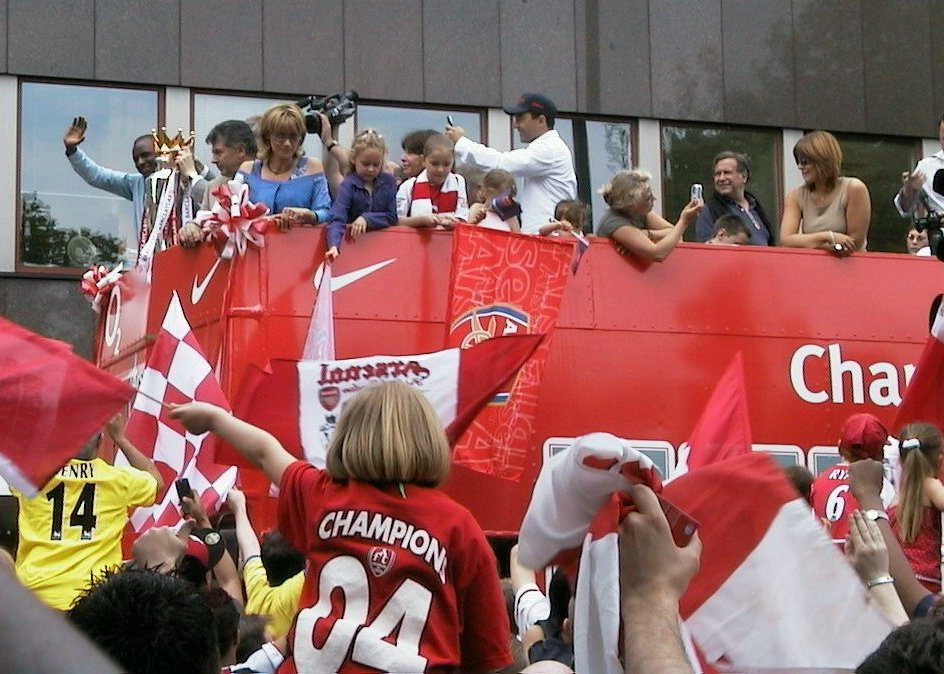
Nas ruas de Londres, jogadores e torcedores celebram o título de 2003-04.

No início do novo século, o Arsenal conquistou feitos quase impossíveis. Liderados pelo técnico francês Arsène Wenger, um time até então sem grandes nomes veio a ganhar duas dobradinhas dentro da Inglaterra. Na temporada 2001-2002, o time conquistou a Premier League e a FA Cup repetindo o feito da temporada 1997-1998.

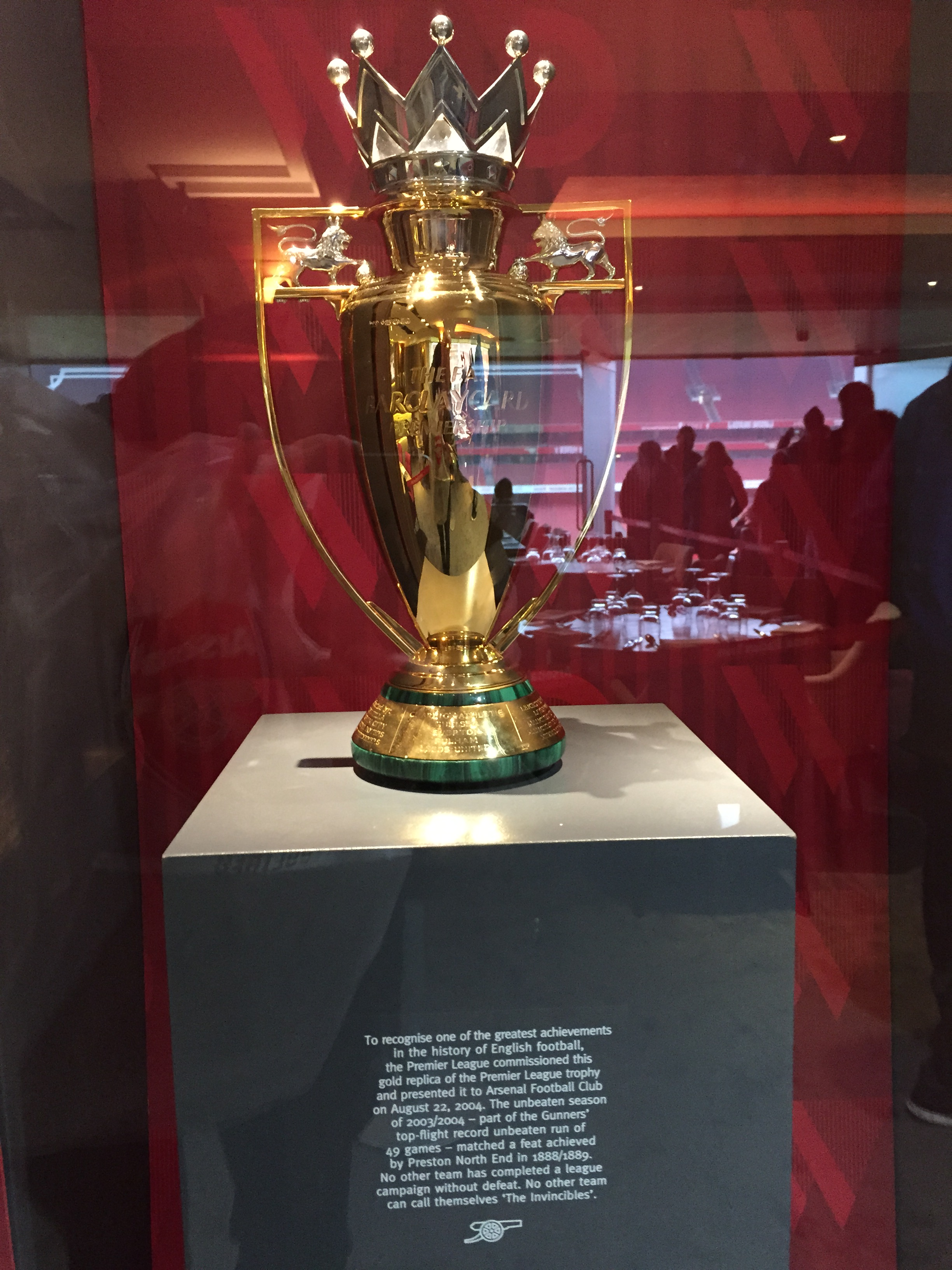
O troféu de ouro conquistado por vencer em 2003-04 sem derrota.

Levando em consideração a dificuldade da Premier League, que é considerada por muitos a liga mais difícil do mundo, o Arsenal veio a ganhar o título sem perder uma partida sequer.
Foi na temporada 2003-04, e os torcedores do Arsenal deliraram no último jogo da liga, e logo após o apito final, mais de 350 mil torcedores saíram às ruas de Londres para celebrar o título da equipe que estava fazendo história. Foi uma celebração gigantesca que chamou a atenção da imprensa mundial.
Tal equipe que consagrou jogadores como Patrick Vieira, Sol Campbell, Gilberto Silva, Fredrik Ljungberg, Robert Pirès, Edu, Dennis Bergkamp e Thierry Henry.
O time terminou a temporada invicto por 49 jogos, entre a Premier League e as demais competições europeias e nacionais. Até hoje, nenhum time inglês conseguiu tal feito. O Arsenal só veio a perder para o Manchester United na temporada seguinte, quebrando a invencibilidade histórica do time.
As duas dobradinhas e mais o título da FA Cup, em 2005, consagraram de vez o técnico Arsène Wenger como um dos maiores da atualidade e da historia do clube, e mostrou também ao mundo um dos maiores ídolos do Arsenal e um dos melhores atacantes que o mundo já viu, o também francês Thierry Henry.

### Seca de títulos e a saída da fila após 9 anos
Após a grande era de Henry e Bergkamp, o Arsenal encarou uma fila de 9 anos sem títulos, que acabou contra o Hull City, na final da FA Cup de 2013-14. Foi um jogo dramático, onde os gunners saíram perdendo por 2 a 0 e foram buscar o empate (gols de Santi Cazorla e Laurent Koscielny) e  a partida tendo sido decidida na prorrogação, quando o galês Aaron Ramsey recebeu um passe de calcanhar do francês Olivier Giroud e balançou as redes do Wembley. O Arsenal venceu por 3 a 2, e pôs um fim ao jejum de alguns anos sem títulos. Também em 2014, os Gunners superaram o campeão inglês Manchester City por 3x0 pela Supercopa da Inglaterra.
Na temporada seguinte, conquista o bicampeonato da FA Cup e depois volta a bater o campeão inglês, que foi o rival Chelsea nesta ocasião, ficando com o título da Supercopa.
Na temporada 2016-17, conquistou outra vez o título da FA Cup, após bater o favorito Chelsea, que havia novamente conquistado a Premier League. Na Supercopa da Inglaterra, votou a superar o campeão Chelsea, chegando a seis títulos nas últimas 4 temporadas.

### O futebol jovem

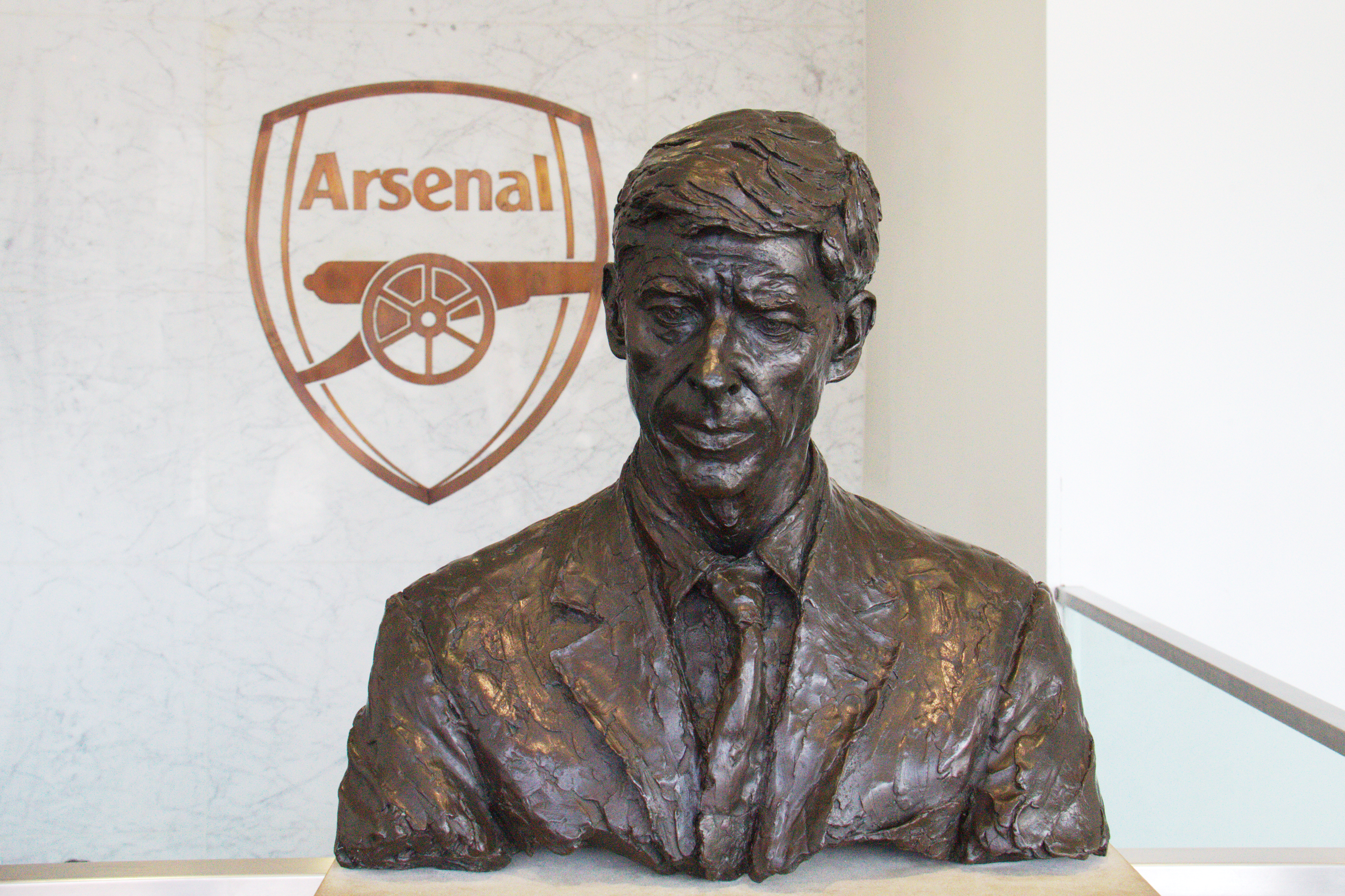
Busto de Wenger no Emirates Stadium.

O clube londrino é um dos mais vencedores do futebol inglês, porém o clube adotou desde o início da gestão Wenger uma filosofia apelidada pela imprensa inglesa de young soccer (em português, futebol jovem), isto é, o clube não se preocupa em ocupar sua folha de pagamento com grandes astros do futebol que já têm uma carreira solidificada, como a maioria dos milionários clubes europeus, mas o principal objetivo do Arsenal era de contratar jogadores sem muita experiência e que demonstrem um talento destacável.

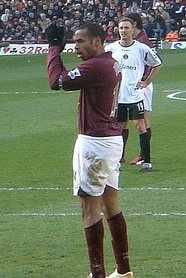
Thierry Henry em 2005.

Este fato faz com que o time apresente um futebol de extremo talento, um toque de bola arrojado e muita agilidade e seu modelo de filosofia tem sido adotado por outros clubes, pois este método mostra-se eficiente tanto no meio econômico como dentro das quatro linhas. Os maiores expoentes dessa filosofia imposta ao clube por Arsène Wenger são jogadores como Cesc Fàbregas, Samir Nasri e até mesmo Thierry Henry e Robin van Persie, que chegou ao clube pouco depois de completar 22 anos de idade.
Além de que, Thierry Henry continuou sendo uma influência constante em todas as suas temporadas no Arsenal (1999 - 2007), sendo que nas suas 2 últimas temporadas com a camisa do clube foi nomeado capitão. Foi considerado pelos torcedores do Arsenal como "King of Arsenal", (em português: "Rei do Arsenal").

### Início de uma nova era
Em abril de 2018, o clube londrino anunciou que seu treinador mais longevo (Arsène Wenger) iria se retirar ao final da temporada, encerrando um ciclo que já durava 22 anos. Para seu lugar, foi contratado em maio o treinador espanhol Unai Emery, que antes estava no Paris Saint Germain.
Como resultados da sua primeira temporada da era pós-Wenger, o Arsenal somou duas eliminações dentro de casa nas copas nacionais diante dos rivais Tottenham (Copa da Liga) e Manchester United (FA Cup). Na Premier League, os Gunners lutaram até o fim por umas das quatro vagas para a Liga dos Campeões, mas acabaram apenas em 5° lugar. Conseguiu avançar até a finalíssima da UEFA Europa League, mas acabou goleado pelo Chelsea na decisão (4-1).
Após um começo irregular na temporada 2019-20, Unai Emery deixou o cargo e para o seu lugar o clube anunciou o seu ex-jogador Mikel Arteta.
Como resultado do trabalho de Arteta, o Arsenal melhorou o seu desempenho na temporada e sagrou-se campeão da FA Cup pela 14° vez em sua história, com uma vitória sobre o Chelsea por 2-1 em Wembley.
Os Gunners encerraram a temporada em 8° lugar da Premier League com 14 vitórias, 14 empates e 10 derrotas.
Seu título mais recente veio em 2020, quando vence por 5-4 nos pênaltis o Liverpool, para garantir seu 16º título da Community Shield.

## Clássicos e rivalidades

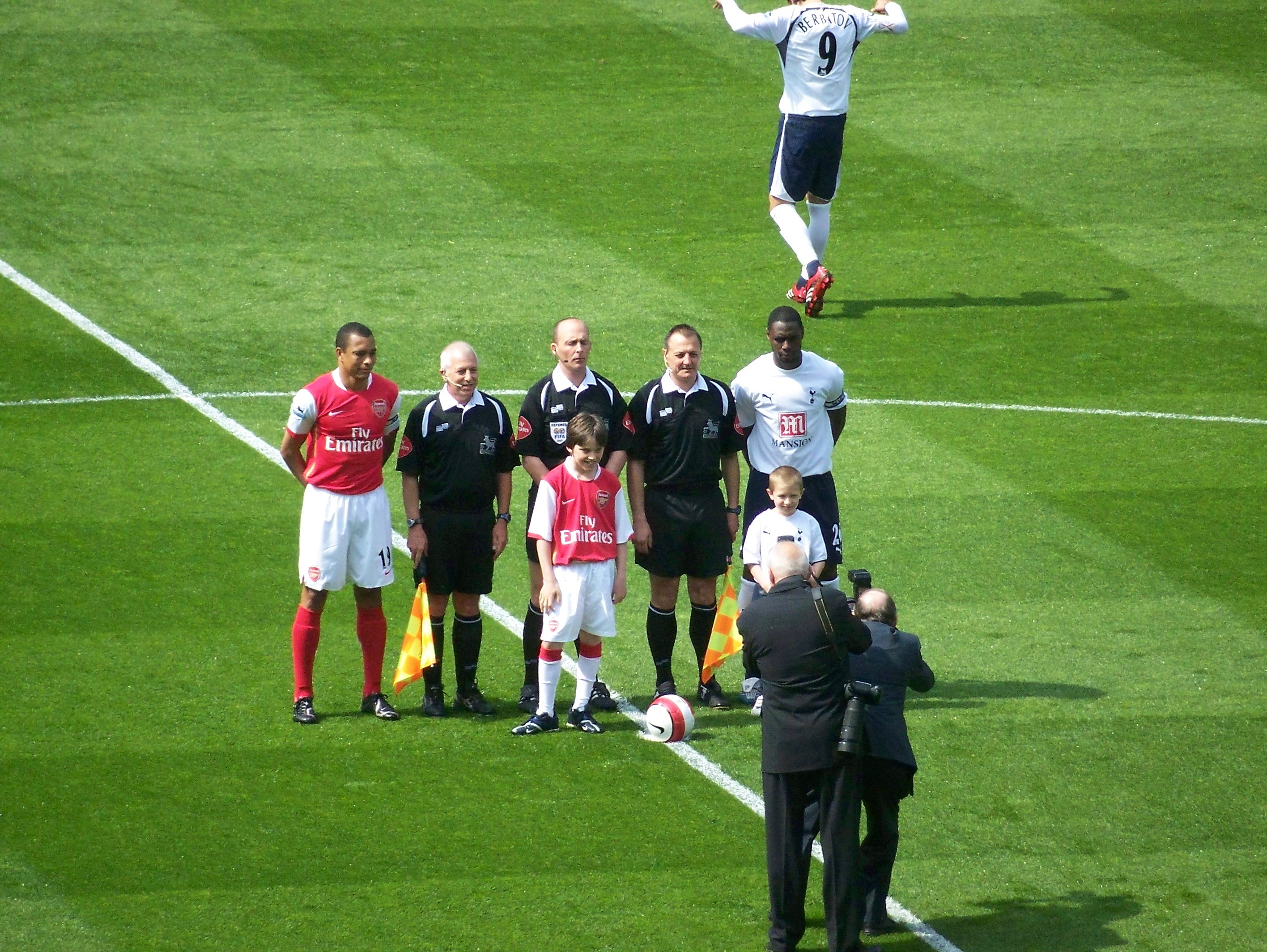
A foto oficial dos capitães Gilberto Silva e Ledley King antes de um clássico contra os Spurs em 2007.

### Tottenham Hotspur
Vizinhos e rivais, é a grande rivalidade da cidade de Londres. A rivalidade começou quando o Arsenal se mudou do leste para o norte da cidade, passando a jogar no estádio de Highbury, próximo ao estádio do Tottenham Hotspur. O primeiro confronto entre as equipes aconteceu em 1887.[carece de fontes?]
A rivalidade se intensificou ainda mais nas primeiras décadas do século seguinte, mais precisamente em 1919, logo após a Primeira Guerra Mundial, quando o Arsenal foi convidado para uma vaga na primeira divisão, ocupando exatamente a vaga que seria do Tottenham.
No dia 26 de fevereiro de 2012, o Arsenal goleou o Tottenham por 5 a 2, após sair perdendo por 2 a 0.

### Chelsea

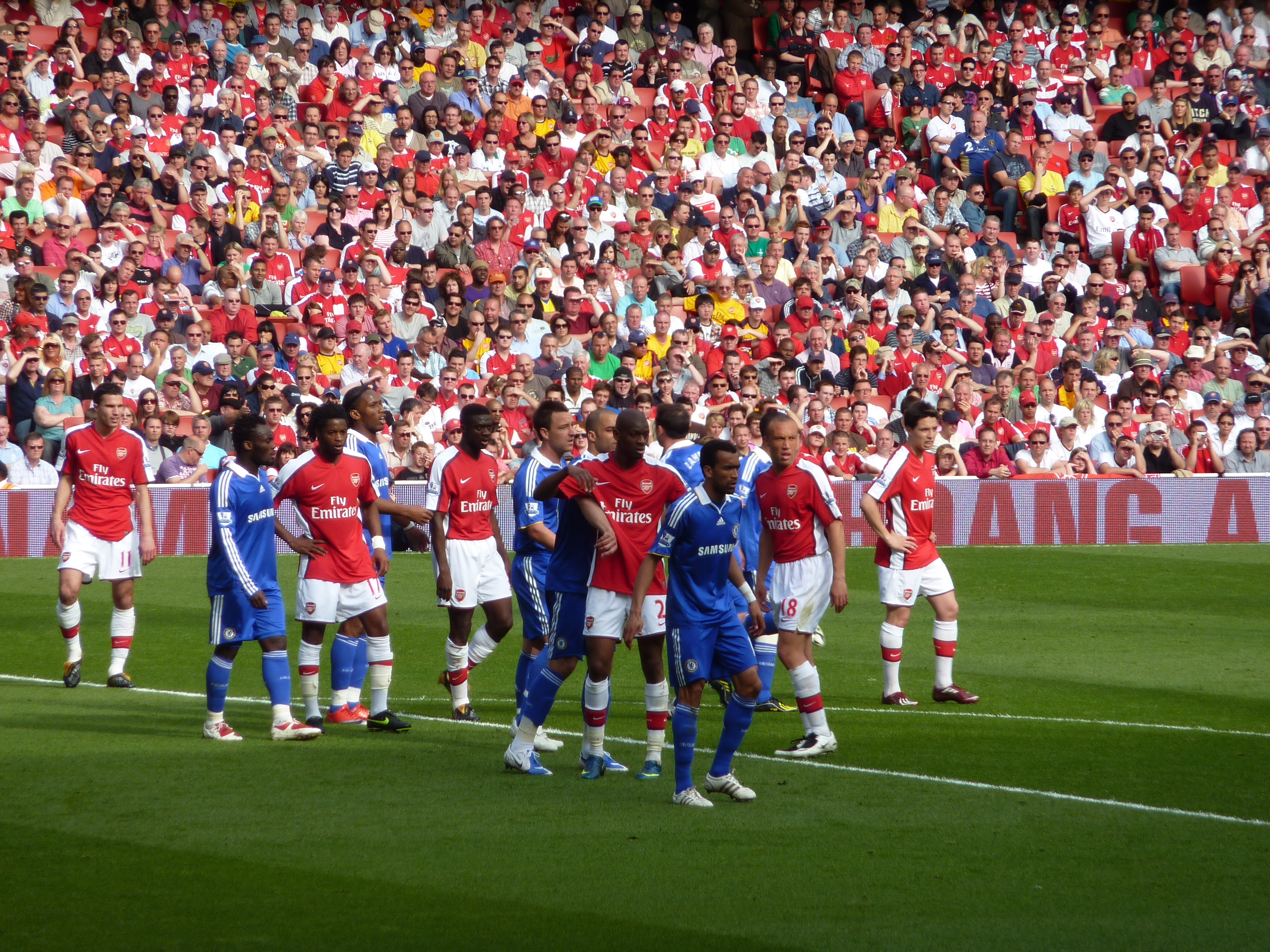
Partida contra o Chelsea em maio de 2009.

Outro rival local, mas esta foi ampliada mais recentemente, na década de 2000, principalmente a partir do momento em que o Chelsea se tornou um dos times do chamado Big Four inglês, após a chegada do milionário Roman Abramovich.
Está diretamente ligada também à disputa de títulos e jogadores, como Ashley Cole, que saiu do Arsenal rumo ao Chelsea, o que causou uma grande polêmica na Inglaterra. Cole, que até então era ídolo nos Gunners, assinou contrato com os Blues em circunstâncias ásperas, e desde então passou a ser marcado como um dos jogadores mais odiados do Arsenal.
Os comentários de José Mourinho, por muitos anos treinador do Chelsea, que constantemente atacava Arsène Wenger em coletivas de imprensa e entrevistas em geral, também promoveram tal rivalidade.
No dia 29 de outubro de 2011, o Arsenal aplicou um histórico 5 a 3 sobre o Chelsea em pleno Stamford Bridge. Nesta partida, o holandês Robin van Persie teve grande atuação e marcou três gols. Já no dia 22 de março de 2014, o Arsenal sofreu uma goleada histórica no Stamford Bridge, pois o Chelsea venceu por incontestáveis 6 a 0, aplicando assim sua maior vitória no clássico.
Em 2019, fizeram a final da UEFA Europa League, vencida pelo Chelsea pelo placar de 4 a 1. Na temporada seguinte, Arsenal e Chelsea disputaram outra final de FA Cup, que terminou com uma vitória por 2–1 do Arsenal com dois gols de Aubameyang, garantindo seu 14º título.

### Manchester United

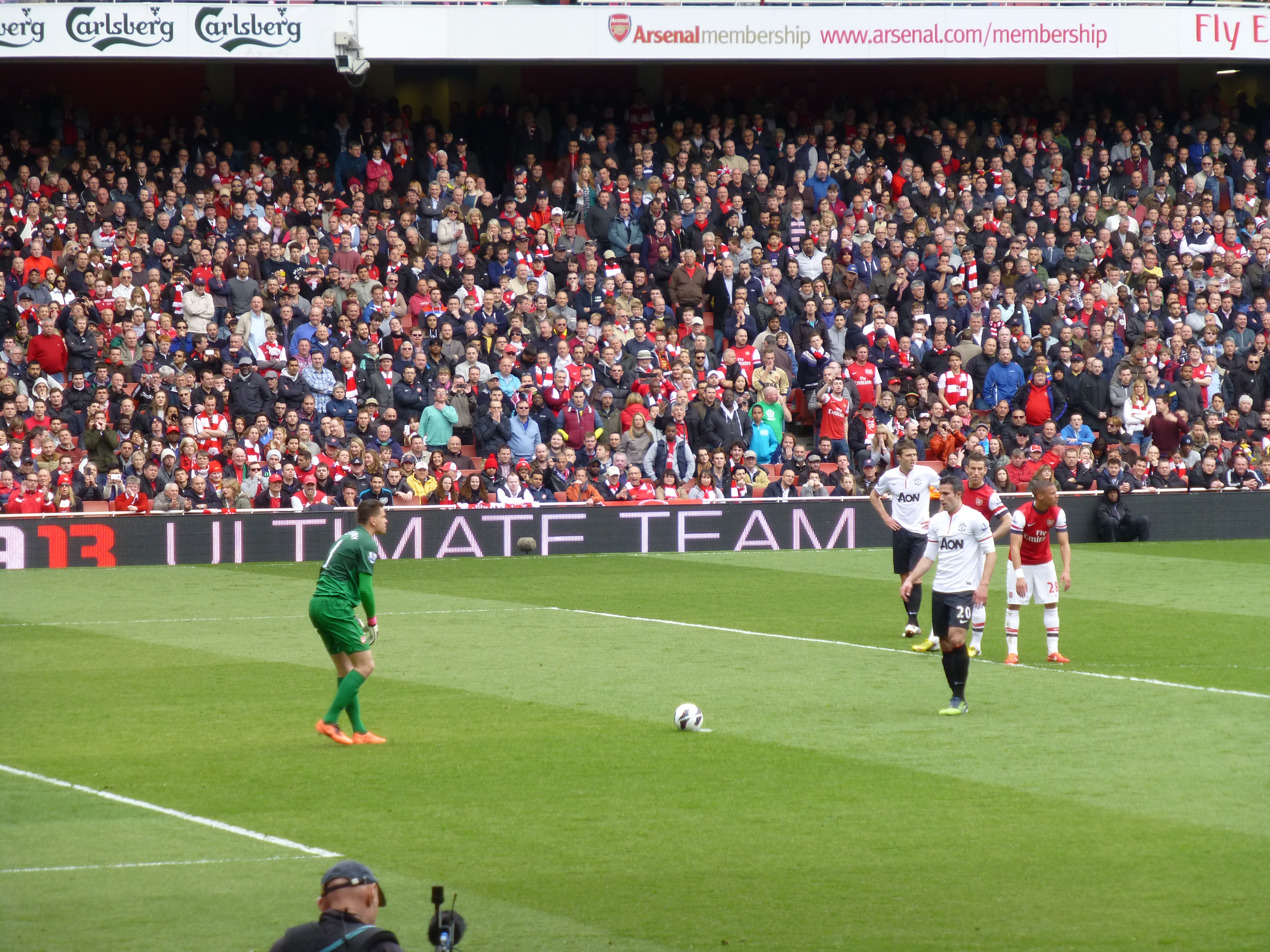
Robin van Persie se preparando para bater um pênalti em abril de 2013.

O Manchester United é um rival de muitas décadas, devido ao fato de ambos os clubes serem reconhecidos por suas vitoriosas e tradicionais histórias no futebol inglês. No período entre 1996 e 2004, a Premier League foi vencida pelo Arsenal ou pelo Manchester United, e a partir daí as equipes desenvolveram uma rivalidade ainda maior nesta competição e em outros campeonatos.
Contra os Red Devils, há vários confrontos marcados pela violência em campo, com dezenas de expulsões ao longo das partidas. Um ponto-chave desta rivalidade foi durante a temporada 2003-04 da Premier League. Nesta temporada, o Arsenal foi campeão com um espetacular recorde de invencibilidade, sem perder nenhum jogo durante todo o campeonato e, durante um dos jogos com o Manchester United, um empate em 0 a 0 no Old Trafford, num jogo chamado de "A Batalha de Old Trafford", o então capitão do Arsenal, Patrick Vieira, foi expulso aos 80 minutos, fato que culminou num grande tumulto, e resultou em quatro cartões amarelos para cada lado.
No dia 27 de agosto de 2011 sofre a maior goleada imposta no clássico entre os times. Jogando em Old Trafford o Arsenal perde para o Manchester United por 8 a 2.

## Estádios

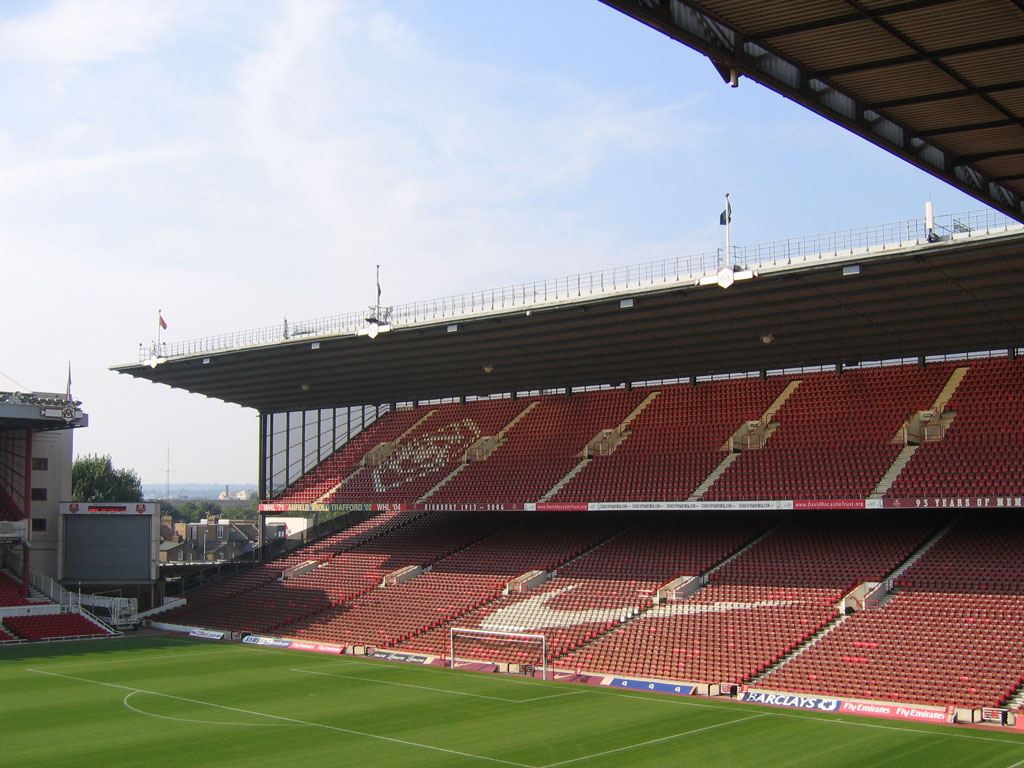
O Arsenal Stadium, casa do Arsenal entre 1913 e 2006.

### Arsenal Stadium
O Arsenal Stadium, também chamado de Highbury devido ao bairro no qual se situa, foi o primeiro estádio do Arsenal. Localizado no norte da cidade de Londres, na Inglaterra, foi inaugurado em 6 de setembro de 1913 e possuía capacidade para 38.419 espectadores.
O Arsenal deixou o Highbury em 2006 e transferiu-se para o Emirates. O estádio foi demolido e transformado em um conjunto de apartamentos, chamado de Highbury Square.
Em homenagem ao antigo estádio, durante a temporada 2005-06, última temporada jogando no Highbury, o Arsenal usou como uniforme principal a cor de vinho, escolhida por ter sido a usada no ano de inauguração do estádio, em 1913.

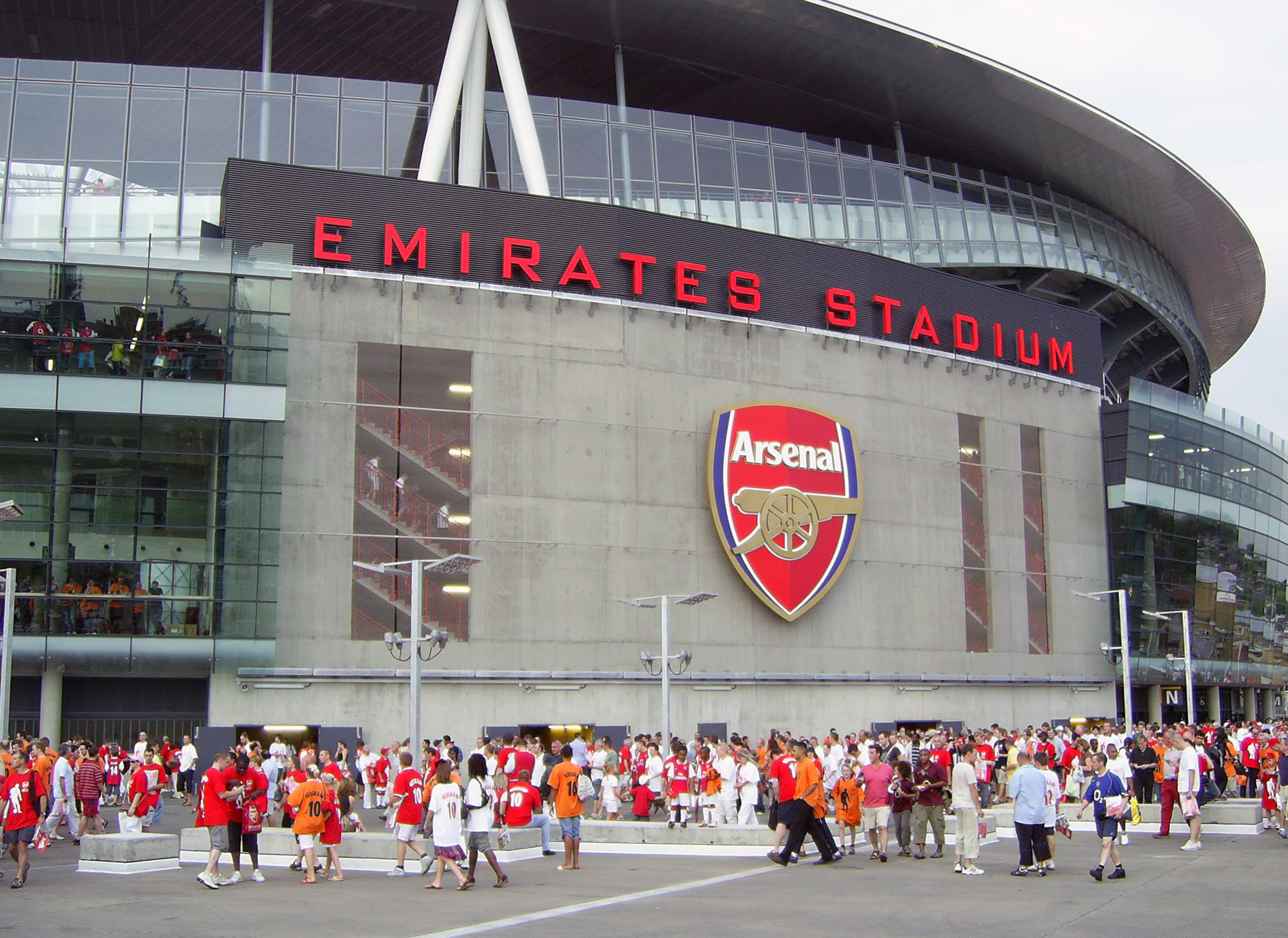
O Emirates Stadium, estádio do Arsenal desde 2006.

### Emirates Stadium
O Emirates Stadium é o novo estádio do Arsenal, e começou a ser utilizado na temporada 2006-07. Fica localizado em Holloway, no bairro londrino de Islington, no norte da cidade.
O estádio foi inaugurado em 22 de julho de 2006 e tem uma capacidade de 60.432 espectadores sentados, tornando-se o quarto maior estádio de futebol no Reino Unido, e o segundo maior estádio da Premier League, atrás apenas do Old Trafford. É também o terceiro maior estádio de Londres, depois de Wembley e Twickenham, que sedia partidas de rugby.
A primeira partida oficial do estádio ocorreu em 19 de agosto de 2006, no empate em 1 a 1 com o Aston Villa pela Premier League 2006-07. primeiro gol foi marcado pelo zagueiro sueco Olof Mellberg.

## Títulos
| CONTINENTAIS | CONTINENTAIS                | CONTINENTAIS | CONTINENTAIS |
|              | Competição                  | Títulos      | Temporadas |
| ------------ | --------------------------- | ------------ | --- |
| semmdolura   | Recopa Europeia da UEFA     | 1            | 1993–94 |
|              | Taça das Cidades com Feiras | 1            | 1969–70 |
| NACIONAIS    |                             |              | |
|              | Competição                  | Títulos      | Temporadas |
|              | Campeonato Inglês           | 13           | 1930–31, 1932–33, 1933–34, 1934–35, 1937–38, 1947–48, 1952–53, 1970–71, 1988–89, 1990–91, 1997–98, 2001–02 e 2003–04          |
|              | Copa da Inglaterra          | 14           | 1929–30, 1935–36, 1949–50, 1970–71, 1978–79, 1992–93, 1997–98, 2001–02, 2002–03, 2004–05, 2013–14, 2014–15, 2016–17 e 2019–20 |
|              | Copa da Liga Inglesa        | 2            | 1986–87 e 1992–93 |
|              | Supercopa da Inglaterra     | 17           | 1930, 1931, 1933, 1934, 1938, 1948, 1953, 1991*, 1998, 1999, 2002, 2004, 2014, 2015, 2017, 2020 e 2023                        |

Legenda
 Campeão invicto

* Indica que o título foi compartilhado

## Campanhas de destaque
- Liga dos Campeões da UEFA (1): vice-campeão (2005–06)[58]
- Copa UEFA / Liga Europa da UEFA (2): vice-campeão (1999–00, 2018-19)[59]
- Recopa Europeia (2): vice-campeão (1979–80, 1994–95)
- Supercopa da UEFA (1): vice-campeão (1994)
- Campeonato Inglês (11): vice-campeão (1925–26, 1931–32, 1972–73, 1998–99, 1999–2000, 2000–01, 2002–03, 2004–05, 2015–16, 2022–23, 2023-24)
- Copa da Inglaterra (7): vice-campeão (1926–27, 1931–32, 1951–52, 1971–72, 1977–78, 1979–80, 2000–01)
- Copa da Liga Inglesa (6): vice-campeão (1967–68, 1968–69, 1987–88, 2006–07, 2010–11, 2017-2018)
- Supercopa da Inglaterra (7): vice-campeão (1935, 1936, 1977, 1979, 1993, 2003, 2005)

## Escudo e cores
Revelado em 1888, o primeiro brasão do Royal Arsenal FC apresentava três canhões vistos de cima, apontando para o norte, semelhante ao brasão do Metropolitan Borough of Woolwich (atualmente transferido para o brasão do Royal Borough of Greenwich). Às vezes, podem ser confundidos com chaminés, mas a presença de uma cabeça de leão esculpida e uma cascata em cada uma são indicadores claros de que são canhões. Isso foi abandonado após a mudança para Highbury em 1913, apenas para ser reintegrado em 1922, quando o clube adotou um brasão com um único canhão, apontando para o leste, com o apelido do clube, The Gunners, inscrito ao lado; este escudo só durou até 1925, quando o canhão foi invertido para apontar para o oeste e seu cano emagrecido.
Em 1949, o clube revelou um brasão modernizado com o mesmo estilo de canhão abaixo do nome do clube, em letras pretas e acima do brasão do Metropolitan Borough of Islington e um pergaminho inscrito com o lema latino recém-adotado do clube, Victoria Concordia Crescit - "A vitória vem da harmonia" - cunhado pelo editor do programa do clube, Harry Homer. Pela primeira vez, o brasão foi reproduzido em cores, que variaram ligeiramente ao longo da vida útil do brasão, tornando-se finalmente vermelho, dourado e verde. Por causa das numerosas revisões do brasão, o Arsenal foi incapaz de protegê-lo dos direitos autorais. Embora o clube tenha conseguido registrar o brasão como marca registrada e lutado (e eventualmente vencido) uma longa batalha legal com um comerciante de rua local que vendia mercadorias "não oficiais" do Arsenal, o Arsenal acabou buscando uma proteção legal mais abrangente. Portanto, em 2002, eles introduziram um novo emblema com linhas curvas mais modernas e um estilo simplificado, que era protegido por direitos autorais. O canhão mais uma vez está voltado para o leste e o nome do clube está escrito em uma fonte sem serifa acima do canhão. Verde foi substituído por azul escuro. O novo brasão foi criticado por alguns apoiadores; a Associação de Torcedores Independentes do Arsenal afirmou que o clube havia ignorado grande parte da história e tradição do Arsenal com um design tão moderno e radical, e que os torcedores não foram devidamente consultados sobre o assunto. Até a década de 1960, um distintivo era usado na camisa do jogador apenas para partidas de alto nível, como as finais da FA Cup, geralmente na forma de um monograma das iniciais do clube em vermelho sobre fundo branco.
O tema do monograma foi desenvolvido em um distintivo de estilo Art Déco no qual as letras A e C emolduravam uma bola de futebol em vez da letra F, o conjunto todo dentro de uma borda hexagonal. Este primeiro exemplo de um logotipo corporativo, introduzido como parte da reformulação da marca do clube por Herbert Chapman na década de 1930, foi usado não apenas nas camisas da Final da Copa, mas como um elemento de design em todo o Highbury Stadium, inclusive acima da entrada principal e embutido nos pisos. A partir de 1967, o canhão branco passou a ser usado regularmente nas camisas, até ser substituído pelo escudo do clube, às vezes com o acréscimo do apelido de "The Gunners", na década de 1990.
Na temporada 2011-12, o Arsenal comemorou seu 125º aniversário. As comemorações incluíram uma versão modificada do brasão atual usado em suas camisetas para a temporada. Ele era todo branco, rodeada por 15 folhas de carvalho à direita e 15 folhas de louro à esquerda. As folhas de carvalho representam os 15 membros fundadores do clube que se conheceram no pub Royal Oak. As 15 folhas de louro representam o detalhe do design nas peças de seis pence pagas pelos fundadores para estabelecer o clube. As folhas de louro também representam força. Para completar o brasão, as datas 1886 e 2011 são mostrados em ambos os lados do lema "Avançar" na parte inferior do emblema.
- Primeiro escudo do Arsenal de 1888.
- O emblema do "monograma" usado na final da FA Cup de 1930.
- O emblema em estilo "Art Déco".
- O canhão apareceu na camisa dos anos 1960 até o final dos anos 1980.
- Uma versão do brasão do Arsenal usada de 1949 a 2002.

## Material esportivo e patrocinadores
Forneceram uniformes e material esportivo ao clube a Bukta (anos 1930 até anos 1970), Umbro (anos 1970 a 1986), Adidas (1986–1994), Nike (1994–2014), Puma (2014-2019) e Adidas novamente (2019-).
A partir de 1982 o clube passou a apresentar patrocínio em suas camisas: JVC (1982–1999), Sega (1999–2002), O2 (2002–2006) e Emirates Airlines (desde 2006).
| Período       | Fornecedor | Patrocínio        | Patrocínio         |
| Período       | Fornecedor | Marca             | Empresa            |
| ------------- | ---------- | ----------------- | ------------------ |
| 1930s–1970s   | Bukta      |                   |                    |
| 1970–80       | Umbro      |                   |                    |
| 1981–86       | Umbro      | JVC               | JVC                |
| 1986–94       | Adidas     | JVC               | JVC                |
| 1994–99       | Nike       | JVC               | JVC                |
| 1999–2002     | Nike       | Dreamcast/Sega    | Sega               |
| 2002–06       | Nike       | O2                | BT Cellnet Ltd     |
| 2006–14       | Nike       | Emirates Airlines | The Emirates Group |
| 2014–19       | Puma       | Emirates Airlines | The Emirates Group |
| 2019–presente | Adidas     | Emirates Airlines | The Emirates Group |

## Treinadores
Abaixo está a lista de treinadores do Arsenal desde 1894.
| País       | Nome            | Período   |
| ---------- | --------------- | --------- |
| Inglaterra | Sam Hollis      | 1894–97   |
| Escócia    | Thomas Mitchell | 1897–98   |
| Inglaterra | George Elcoat   | 1898–99   |
| Inglaterra | Harry Bradshaw  | 1899–1904 |
| Escócia    | Phil Kelso      | 1904–08   |
| Escócia    | George Morrell  | 1908–15   |
| Inglaterra | James McEwen    | 1915–19   |
| Inglaterra | Leslie Knighton | 1919–25   |
| Inglaterra | Herbert Chapman | 1925–34   |
| Inglaterra | Joe Shaw        | 1934      |
| Inglaterra | George Allison  | 1934–47   |
| Inglaterra | Tom Whittaker   | 1947–56   |
| Inglaterra | Jack Crayston   | 1956–58   |
| Inglaterra | George Swindin  | 1958–62   |

| País                 | Nome             | Período       |
| -------------------- | ---------------- | ------------- |
| Inglaterra           | Billy Wright     | 1962–66       |
| Inglaterra           | Bertie Mee       | 1966–76       |
| Irlanda do Norte     | Terry Neill      | 1976–83       |
| Inglaterra           | Don Howe         | 1983–86       |
| Inglaterra           | Steve Burtenshaw | 1986          |
| Escócia              | George Graham    | 1986–95       |
| Escócia              | Stewart Houston  | 1995          |
| Inglaterra · Escócia | Bruce Rioch      | 1995–96       |
| Escócia              | Stewart Houston  | 1996          |
| Irlanda do Norte     | Pat Rice         | 1996          |
| França               | Arsène Wenger    | 1996–2018     |
| Espanha              | Unai Emery       | 2018–19       |
| Espanha              | Mikel Arteta     | 2019–presente |

## Elenco
Última atualização: 21 de setembro de 2024.

### As 10 contratações mais caras da história do Arsenal
| Pos. | País            | Nome                      | Data       | Origem                   | Valor £        | Ref.   |
| ---- | --------------- | ------------------------- | ---------- | ------------------------ | -------------- | ------ |
| 1    | Inglaterra      | Declan Rice               | 05/07/2023 | West Ham                 | 105 milhões    | [ 65 ] |
| 2    | Costa do Marfim | Nicolas Pépé              | 01/08/2019 | Lille                    | € 80 milhões   | [ 66 ] |
| 3    | Alemanha        | Kai Havertz               | 21/06/2023 | Chelsea                  | 65 milhões     | [ 67 ] |
| 4    | Gabão           | Pierre-Emerick Aubameyang | 31/01/2018 | Borussia Dortmund        | € 63,7 milhões | [ 68 ] |
| 5    | Inglaterra      | Ben White                 | 30/07/2021 | Brighton                 | 50 milhões     | [ 69 ] |
| 6    | França          | Alexandre Lacazette       | 05/07/2017 | Lyon                     | 46,5 milhões   | [ 70 ] |
| 7    | Brasil          | Gabriel Jesus             | 04/07/2022 | Manchester City          | 45 milhões     | [ 71 ] |
| 8    | Gana            | Thomas Partey             | 05/10/2020 | Atlético de Madrid       | 45 milhões     | [ 72 ] |
| 9    | Alemanha        | Mesut Özil                | 02/09/2013 | Real Madrid              | 42.5 milhões   | [ 73 ] |
| 10   | Inglaterra      | Granit Xhaka              | 21/05/2016 | Borussia Mönchengladbach | 30–35 milhões  | [ 74 ] |

Fonte: [carece de fontes?]

### Redes sociais
- Arsenal F.C. no Facebook
- Arsenal F.C. no Instagram
- Arsenal F.C. no TikTok
- Arsenal F.C. na Twitch
- Arsenal F.C. no X
- Arsenal F.C. no YouTube